# Andrei Voznessenski
Andrei Voznessenski (rus: Андрей Вознесенский)  (Moscou, 12 de maig de 1933 - Peredelkino, 1 de juny de 2010) Andrei Andréievitx Voznessenski, va ser un poeta i escriptor soviètic i rus al qual Robert Lowell havia anomenat "un dels poetes vius més grans en qualsevol llengua". Va ser un dels "Nens dels anys seixanta", una nova onada d'intel·lectuals russos emblemàtics liderats pel desglaç de Khrusxov.

## Biografia
Voznesensky va néixer a Moscou. El seu pare era professor d'enginyeria, mentre que la seva mare el va influir ben aviat llegint poesia en la seva presència. El seu pare va treballar durant la Segona Guerra Mundial. En els seus primers anys de vida, Voznesensky estava fascinat per la pintura i l'arquitectura, el 1957 es va graduar a l'Institut d'Arquitectura de Moscou amb una llicenciatura en enginyeria. El seu entusiasme per la poesia, però, va demostrar ser més fort. Quan encara era adolescent, va enviar els seus poemes a Boris Pasternak; l'amistat entre tots dos va tenir una forta influència en el jove poeta, i més tard va descriure aquesta relació a "I Am Fourteen" - "A partir d'aquell dia, la meva vida va adquirir un sentit màgic i un sentit del destí; la seva nova poesia, converses telefòniques, xerrades de diumenge a casa seva de 2 a 4, passejades, anys de felicitat i adoració infantil". Pasternak, que va morir el 1960, li va retre el màxim homenatge: "La teva entrada a la literatura va ser ràpida i convulsa. Estic content d'haver viscut per veure-la".
Voznesensky va ser un dels joves intel·lectuals russos a qui Nikita Khrusxov va convidar a una recepció organitzada pel Partit Comunista governant el desembre de 1962. Khrusxov va comentar mordaçment sobre Voznesensky a la cerimònia: "Només mira aquest nou Pasternak! Vols aconseguir un [estranger] passaport demà? El vols? I després vés-te'n, ves als gossos! Ves, vés-hi". El 1963, la seva fama va florir i es va fer "tan popular com els Beatles" després que Khrusxov el va titllar públicament i falsament de pervertit.
Dins d'aquesta tònica intimista i original, va publicar Els amos (1958), Mosaic (1970), Paràbola (1960), La pera triangular (1962), Antimons (1964) i L'ombra del so (1970). El 1972 trià com a tema la història d'amor de Nikolai Rezànov i Concepción Argüello i va escriure el seu famós poema Juno i Avos. El 1979, basant-se en el poema, el compositor Aleksei Ribnikov va escriure una de les seves primeres òperes-rock russes.
Fou premiat amb el Premi Estatal de l'URSS el 1978 i escollit membre honorari de l'Acadèmia Estatunidenca de les Arts i les Lletres i l'Acadèmia Goncourt.

## Obra literària

### Poemes
- «Мастера» (1959) - Els amos
- «Лонжюмо» (1963) - Longjumeau
- «Oза» (1964) - Asse
- «Авось!» (1972) - Potser! (Junos i Avos)
- «Вечное мясо» (1$977) - Carn tendra
- Andrei Polisadov (1979)
- «Ров» (1986) - El fossar
- «Россия воскресе» (1993) - Rússia ressuscitada
- «Последние семь слов Христа» (1999) - Les últimes set paraules de Crist

### Llibres de versos
- «Мозаика» (1960)- Mosaic
- «Парабола» (1960)- Paràbola
- «Треугольная груша» (1962)- La pera triangular
- «Антимиры» (1964)- Antimons
- «Мой любовный дневник» (1965, Flegon)- El meu diari d'amor
- «Ахиллесово сердце» (1966) - Cor d'Aquil·leu
- «Тень звука» (1970) - L'ombra del so
- «Взгляд» (1972) - La mirada
- «Выпусти птицу» (1974) - Allibera l'ocell
- «Дубовый лист виолончельный» (1975) - Fulla de roure de violonzel
- «Витражных дел мастер» (1976) (Premi Estatal de l'URSS, 1978) - L'amo de vitralls[1]
- «Соблазн» (1978) - Temptació
- «Избранная лирика» (1979) - Lírica escollida
- «Безотчётное» (1981) - L'instintiu
- «Иверский свет» (1984) - La llum d'Ibèria
- «10, 9, 8, 7…» (1987)
- «Аксиома самоиска» (1990) - L'axioma de recerca de si mateixa
- «Россія, Poesía» (1991) - Rússia, poesia
- «Видеомы» (1992) - Videomes (forma experimental lligant versos amb imatges visuals)
- «Гадание по книге» (1994) - Endevinació amb llibre
- «Не отрекусь» (1996) - No vaig abjurar
- «Casino „Россия“» (1997)- Casino Rússia
- «На виртуальном ветру» (1998) - Al vent virtual
- «Страдивари сострадания» (1999) - Stradivari de compassió
- «Стихи. Поэмы. Переводы. Эссе» (1999) - Versos. Poemes. Traduccions. Assajos
- «Жуткий кризис „Суперстар“» (1999) - La crisi greu "Superstar"
- «Стихотворения. Поэмы. Проза» (2000) - Versos. Poemes. Prosa
- «Девочка с персингом» (2000) - Noia amb pírcing
- «Лирика» (2000) - Lírica
- «Моя Россия» (2001) - La meva Rússia
- «Лирика» (2003) - Lírica
- «Избранное» (2003) - Obres escollides
- «Возвратитесь в цветы!» (2004) - Torneu, flors!
- «Избранное» (2006) - Obres escollides
- «Стихотворения» (2006) - Versos